# Svenska Djurparksföreningen
Svenska Djurparksföreningen är en medlemsorganisation för svenska djurparker, akvarier, tropikhus. Antalet medlemmar är 21 djurparker och dessutom 7 associerade medlemmar. Föreningen bildades 1990 på initiativ av den första ordföranden, Per-Olof Palm, zoolog på Skansen.
Ordförande i föreningen är Jens Larsson, Järvzoo och kansliet finns på Stiftelsen Skansen.
Svenska Djurparksföreningen är medlemmar i EAZA, European Association of Zoos and Aquaria, WAZA, World Zoo Association of Zoos and Aquaria, CBSG, Conservation Breeding Specialist Group och Species360 som tillhandahåller ett registreringssystem för djurparksdjur ZIMS.
Föreningens syfte är att knyta samman medlemsparkerna, samt att verka gentemot myndigheter och organisationer för djurparkernas ökade status som seriösa institutioner, verksamma inom bevarande, forskning och utbildning.

## Medlemmar i Svenska Djurparksföreningen[2]
| Namn                                  | Sort              | Plats   |
| ------------------------------------- | ----------------- | ------- |
| Borås djurpark                        | Djurpark          | Sverige |
| Furuviksparken                        | Djurpark          | Sverige |
| Havets hus                            | Djurpark          | Sverige |
| Järvzoo                               | Djurpark          | Sverige |
| Kolmårdens djurpark                   | Djurpark          | Sverige |
| Kungsbyns djurpark                    | Djurpark          | Sverige |
| Lycksele djurpark                     | Djurpark          | Sverige |
| Nordens Ark                           | Djurpark          | Sverige |
| Orsa Rovdjurspark                     | Djurpark          | Sverige |
| Parken Zoo                            | Djurpark          | Sverige |
| Skansen                               | Djurpark          | Sverige |
| Skånes Djurpark                       | Djurpark          | Sverige |
| Slottsskogens djurpark                | Djurpark          | Sverige |
| Ystad Djurpark                        | Djurpark          | Sverige |
| Ölands djurpark                       | Djurpark          | Sverige |
| Kristiansands djurpark                | Djurpark          | Norge   |
| Tropikariet i Helsingborg             | Tropikhus         | Sverige |
| Tropicarium Kolmården                 | Tropikhus         | Sverige |
| Skansen-Akvariet                      | Akvariet          | Sverige |
| Havets Hus                            | Akvariet          | Sverige |
| Universeum                            | Vetenskapscentrum | Sverige |
| Malmö naturmuseeum                    | Museum            | Sverige |
| Bjørneparken                          | Djurpark          | Norge   |
| Dyreparken                            | Djurpark          | Norge   |
| Korkeasaari Zoo (Högholmens Djurgård) | Djurpark          | Finland |

## Associerade medlemmar i Svenska Djurparksföreningen[2]
- Spånga gymnasium
- Djurgymnasiet
- Himmelstalundsgymnasiet
- Kvinnerstaskolan
- Stiernhööksgymnasiet
- Realgymnasiet